# Rapala formosana
Rapala formosana är en fjärilsart som beskrevs av Hans Fruhstorfer 1912. Rapala formosana ingår i släktet Rapala och familjen juvelvingar. Inga underarter finns listade.